# Freddie Pendleton
Freddie Pendleton (* 5. Januar 1963 in Philadelphia, Pennsylvania, Vereinigte Staaten als Frederick Howard Pendleton) ist ein ehemaliger US-amerikanischer Profiboxer. Er war von Januar 1993 bis Februar 1994 Weltmeister der International Boxing Federation (IBF) im Leichtgewicht.

## Karriere
Freddie Pendleton begann seine Profikarriere im November 1981 im Alter von 18 Jahren, nachdem er zuvor lediglich sechs Amateurkämpfe bestritten hatte. Bis zu seiner ersten WM-Chance bestritt er 43 Kämpfe mit 24 Siegen, wobei er Tyrone Trice (12-0), Roger Mayweather (23-3), Sammy Fuentes (16-5) und Livingstone Bramble (26-2) schlagen konnte. Zudem erreichte er ein Unentschieden gegen Frankie Randall (26-1). Niederlagen erlitt er unter anderem gegen Hilmer Kenty (26-2), Joe Manley (20-2), 	Frankie Randall (21-0) und Jimmy Paul (23-1).
Am 3. Februar 1990 verlor er beim Kampf um die WM-Titel der WBC und IBF im Leichtgewicht nach Punkten gegen Pernell Whitaker (20-1).
Durch acht Siege in Folge konnte er am 29. August 1992 um den von Whitaker niedergelegten und dadurch vakanten WM-Titel der IBF im Leichtgewicht boxen; der Kampf gegen den zweiten Herausforderer Tracy Spann (27-1) endete jedoch in der zweiten Runde mit einem technischen Unentschieden aufgrund einer Verletzung durch Kopfstoß. Den Rückkampf und damit den IBF-Titel gewann Pendleton dann am 10. Januar 1993 durch einstimmige Punktwertung. Im Juli 1993 verteidigte er den Titel einstimmig gegen Jorge Paez (46-5). In seiner zweiten Titelverteidigung verlor er den Gürtel am 19. Februar 1994 durch Punktniederlage an Rafael Ruelas (39-1). Auch seinen nächsten Kampf im September 1994 verlor er nach Punkten gegen Giovanni Parisi (28-1).
Durch fünf folgende Siege, darunter gegen Tony Lopez (45-5), konnte er am 18. Mai 1996 um den IBF-WM-Titel im Weltergewicht boxen, verlor dabei jedoch durch KO in der fünften Runde gegen Félix Trinidad (28-0).
Einen weiteren Kampf um den IBF-WM-Titel im Halbweltergewicht verlor er am 13. Dezember 1997 durch TKO in der zehnten Runde gegen Vince Phillips (37-3), zudem verlor er am 24. Juli 1999 beim Kampf um den WM-Titel der WBA im Weltergewicht durch TKO in der elften Runde gegen James Page (24-3).
Nach einer KO-Niederlage in der zweiten Runde gegen Ricky Hatton (25-0) im Oktober 2001 beendete er seine Karriere.
Der Vater von zwei Söhnen arbeitete nach seiner Wettkampfkarriere als Boxtrainer in Miami (Stand: 2020).